# Élections législatives pakistanaises de 1993
Les élections législatives pakistanaises de 1993 ont eu lieu le 6 octobre 1993, dans le but de renouveler les élus de l'Assemblée nationale et des quatre assemblées provinciales du Pakistan reçu lors des élections législatives de 1990, trois ans auparavant. Ce sont donc des élections anticipées, à la suite de l'accord entre le président Ghulam Ishaq Khan et le Premier ministre Nawaz Sharif, après une longue crise entre les deux hommes, qui aboutit à la dissolution de toutes les assemblées et la démission du gouvernement et du chef de l’État. 
Le Parti du peuple pakistanais remporte finalement le scrutin en obtenant une majorité relative à l'Assemblée nationale, aboutissant au retour de Benazir Bhutto au poste de Premier ministre après sa défaite lors des élections de 1990, qui forme une coalition gouvernementale avec des petits partis politiques.

## Contexte
Les dernières élections législatives d'octobre 1990 avaient conduit à la victoire de l'Alliance démocratique islamique et de son dirigeant Nawaz Sharif, qui devenait ainsi Premier ministre. Ces élections étaient anticipées du fait de la destitution du Premier ministre Benazir Bhutto par le président Ghulam Ishaq Khan, qui avait également dissout toutes les assemblées.
Au cours des années 1992 et 1993, le gouvernement de Nawaz Sharif a commencé à développer des désaccords avec le président Ghulam Ishaq Khan et les militaires. L'un des points de friction se situe dans la nomination du chef de l'armée pakistanaise, le président nommant selon son pouvoir discrétionnaire accordé par la Constitution Abdul Waheed Kaker, contre l'avis du Premier ministre. En janvier, le Premier ministre annonce par la suite sa volonté de réformer la Constitution pour réduire les pouvoirs discrétionnaires du président. Le 18 avril, Ishaq Khan démet de ses fonctions le Premier ministre sous les charges de corruption et népotisme notamment, et dissout les assemblées. Cela dit, la légalité de la décision est remise en cause devant la Cour suprême, qui l'annule et remet en place le gouvernement de Nawaz Sharif.
La crise politique va ensuite se déplacer au sein de la Ligue musulmane du Pakistan, qui va se diviser en deux factions, l'une identifiée par la lettre « N » soutenant Nawaz Sharif et son gouvernement fédéral, et l'autre identifiée par la lettre « J », en hommage à l'ancien Premier ministre tout juste décédé Muhammad Khan Junejo, qui soutient le président Ghulam Ishaq Khan, et qui vote à l'Assemblée provinciale du Pendjab une motion de censure contre le ministre en chef Ghulam Haider Wyne, favorable à Sharif, et élit Manzoor Wattoo à sa place. Alors que la faction « N » commence à reprendre de la vigueur, elle tente une motion de censure contre Wattoo, mais le gouverneur prend finalement la décision de dissoudre l'Assemblée provinciale, sur le conseil du ministre en chef Wattoo. Cela-dit, le 28 juin, la Haute Cour de Lahore annule cette décision illégale selon elle et réinstalle l'Assemblée, ce qui n'empêche pas le gouverneur de la redissoudre à nouveau sur le conseil de Wattoo. Le Premier ministre Sharif demande ensuite au président de démettre son gouverneur, et à la suite de son refus, fait passer au Parlement une résolution pour prendre le contrôle du Pendjab et nommer un administrateur, ce qui échoue finalement.
Le conflit entre le président et le Premier ministre atteignit un tel niveau que l'administration était paralysée, l'opposition du Parti du peuple pakistanais en profitant pour mener une marche vers Islamabad. Le chef de l'armée intervient alors pour négocier un accord entre les deux hommes, qui acceptent finalement leur démission conjointe, la dissolution de toutes les assemblées et la convocation d'élections anticipées. Wasim Sajjad devient ensuite président intérimaire.

## Campagne
Les deux principales coalitions qui avaient été en compétition lors des élections législatives de 1990 ayant éclaté, ces élections voient surtout s'affronter le Parti du peuple pakistanais à la Ligue musulmane du Pakistan (N). Dans le premier cas, l'absence de la coalition autour de PPP ne change que peu sa situation étant donné son hégémonie de l'alliance, mais à l'inverse, en plus de perdre l'Alliance démocratique islamique, la Ligue musulmane du Pakistan doit affronter une scission interne entre la faction « N » et la « J », conduisant à se voir affronter deux partis non marginaux.  
Le Parti du peuple pakistanais se rapproche ensuite de la Ligue musulmane (J) et conclut des accords pour des ajustements circonscription par circonscription, dans le but d'isoler leur principal rival. 
La Jamaat-e-Islami se présente elle sous l'étiquette « Front islamique du Pakistan », et les différentes factions de la Jamiat Ulema-e-Islam s'accordent pour se présenter sous l'étiquette de la « Islamic Jamhoori Mahaz », à l'exception de la JUI (S) qui se présente sous l'étiquette « Mutehda Deeni Mahaz ». Enfin, le Mouvement Muttahida Qaumi boycotte les élections au niveau fédéral, mais participe aux élections dans le Sind, pour protester contre les opérations militaires en cours contre lui à Karachi.

## Résultats
Bien que gagnant relativement légèrement dans les urnes avec une avance de 2 % de l'électorat, la Ligue musulmane du Pakistan (N) concède une défaite dans les circonscriptions et le Parti du peuple pakistanais obtient une majorité relative à l'Assemblée nationale, avec environ 43 % des députés, et remporte par ailleurs largement l'Assemblée provinciale du Sind. 
La participation, s'établissant à 40,1 %, est en baisse, notamment à cause d'une participation de seulement 20 % à Karachi du fait du boycott du Mouvement Muttahida Qaumi.
| Partis                          | Vote populaire | %    | Sièges |
| ------------------------------- | -------------- | ---- | ------ |
| Ligue musulmane du Pakistan (N) | 7 980 229      | 39,9 | 73     |
| Parti du peuple pakistanais     | 7 578 635      | 37,9 | 89     |
| Ligue musulmane du Pakistan (J) | 781 652        | 3,9  | 6      |
| Front islamique du Pakistan     | 645 278        | 3,2  | 3      |
| Islamic Jamhoori Mahaz          | 480 099        | 2,4  | 4      |
| Parti national Awami            | 335 094        | 1,7  | 3      |
| Mutehda Deeni Mahaz             | 216 937        | 1,1  | 2      |
| Pashtunkhwa Milli Awami         | 97 541         | 0,5  | 3      |
| Autres partis                   |                |      | 7      |
| Indépendants                    | 1 482 033      | 7,4  | 16     |
| Total (participation : 40,3 %)  | 20 293 307     | 100  | 207    |

## Conséquences

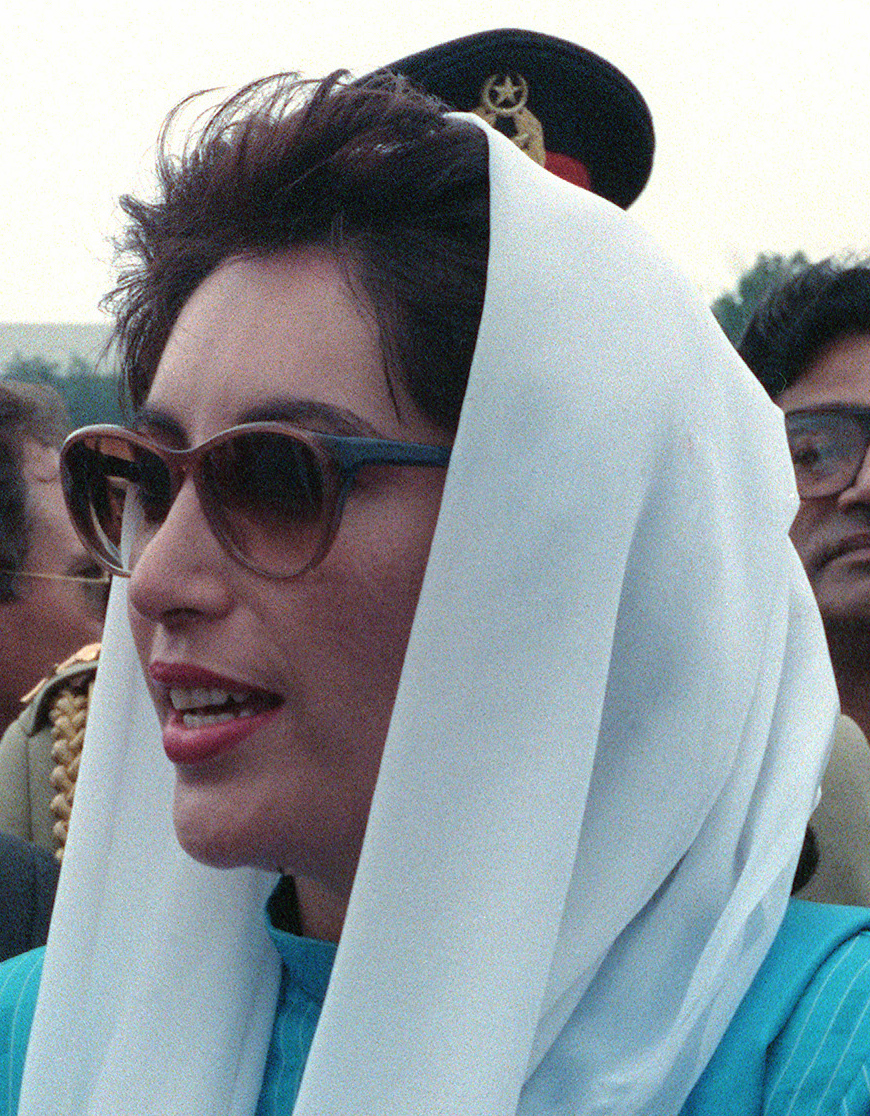
Benazir Bhutto en 1989.

Le Parti du peuple pakistanais forme ensuite une coalition gouvernementale avec la Ligue musulmane du Pakistan (J), ainsi que divers petits partis et des députés indépendants, lui permettant d'atteindre la majorité absolue. Benazir Bhutto est ensuite investie Premier ministre le 19 octobre 1993, pour la seconde fois. De même, le PPP forme le gouvernement local dans la province du Sind ainsi que dans le Pendjab, alors que la Ligue musulmane du Pakistan (N) forme une coalition avec le Parti national Awami dans la province de la Frontière-du-Nord-Ouest et au Baloutchistan. Toutefois, l'alliance ne tient que peu de temps dans le nord-ouest.
Profitant également à la suite de ces élections d'un changement de composition du collège électoral, le candidat à la présidentielle du PPP Farooq Leghari est élu par 274 voix contre 168, battant le candidat de la ligue, Wasim Sajjad.